# 熊東皋
熊東皋（1902年—1952年6月20日）。湖北省松滋縣人，中华民国政治人物。民國37年（1948年）在漢口市選區當選第一屆立法委員。

## 生平
中央調查統計局華中特派員、國營湖北應城石膏公司董事長。
湖北省政府委員。
民國33年2月15日，派國家總動員會議檢查組副主任。
民國34年3月15日，派國家總動員會議檢察處副處長。
民國37年，當選立法委員，曾出席第一屆立法院第一會期經濟及資源委員會、財政及金融委員會、法制委員會；第五會期法制委員會、內政委員會；第六會期法制委員會、內政委員會；第七會期內政委員會、程序委員會(召集委員)、交通委員會；第八會期程序委員會(召集委員)、內政委員會、法制委員會；第九會期預算委員會、內政委員會
1952年6月20日，在臺北病故，題頒「淸勤堪式」四字匾額一方。